# جین کیتو
جین کیتو ترانه‌سرا، خواننده و نوازنده استرالیایی است که به‌طور حرفه ای با نام هنری کیتو شناخته می‌شود. موسیقی او عمدتاً از آلترناتیو راک تشکیل شده‌است. او همچنین به همراه همسرش Pna Andersson در گروه موسیقی راک کلاسیک آسمان آبی کامل نویسنده و خواننده هستند. هر دو در کورنوال، بریتانیا ساکن هستند.
کیتو کار موسیقی خود را با امضای قرارداد با سوابق قارچ در سال ۱۹۹۱ آغاز کرد و از آن زمان به بیش از ۳۵ کشور سفر کرده و در جشنواره‌های مختلف اروپا اجرا کرده‌است.
کیتو در کنار کارهای خود با ترانه سرایان معتبری مانند واندا و یانگ، اندرو مک میلان و بیلی تورپ ضبط، نوشته و اجرا کرده‌است.
در اوایل سال ۲۰۲۱، کیتو Atlantic Cover Sessions را فقط به صورت آنلاین منتشر کرد. تا به امروز، او در حال حاضر برنامه‌های زنده انفرادی را عمدتاً از طریق مدیر عاملش Jari Hämmalainen در آژانس Gogo Rodeo مستقر در فنلاند و همچنین سوئد، بریتانیا، فرانسه و استرالیا همراه با تور و ضبط با Perfect Blue Sky اجرا می‌کند.

## آهنگ‌شناسی

### آلبوم‌ها و تک آهنگ‌ها
- Kitto – Atlantic Cover Sessions (آلبوم آنلاین ۲۰۲۱)
- آسمان آبی کامل – چشم تیلوس (CD 2017)
- آسمان آبی کامل – زمرد (CD 2015)
- Flower Punch – Flower Punch (CD 2012)
- Kitto – Crash (CD 2011)
- کیتو - نسل خود را فراموش کنید (EP 2009)
- Kitto – Chiltern Sessions Unreleased (CD 2007)
- Kitto – Over Sensitive (CD 2007)
- کیتو – آشغال گرانبها (CD 2005)
- Kitto – Catalina Dreaming (Single 2004)
- کیتو - من در تعجبم چرا (تک‌آهنگ ۲۰۰۳)
- Kitto – Glorious (Single 2002)
- کیتو - شاهزاده تراژدی (CD 2002)
- Kitto – Umbilically Yours (CD 2000)
- Kitto – Baby Porcelain (CD 1998)
- Kitto – Jane Kitto Unreleased (EP 1996)
- Kitto – 20 Jacksonia (EP 1995)
- کیتو – Blind Lead The Blind (سینگل ۱۹۹۱)

### تالیفات
- Little Miss Rock N Roll Featuring The Fintones Finland All Music & Media FAMCD-108 Finland (CD 2011)[۱۱]
- سی دی نمونه Power FX 'Extreme Rock Funk Rage' دارای نمونه‌های آواز کیتو (CD 2007)[۱۲]
- Rock 'N Fuck CD Feat Kitto 'A Short Story'. تولید شده توسط Jerkhouse Connection – فرانسه (CD 2006)
- Essential Chillhouse Vol 4 ارائه موسیقی با صدای جالب COOL07314 اسپانیا (۲۰۰۷)
- داستان همه – برایان کرامر (2002)[۱۳]
- WAAM Ben Antell BOX AMERICANA Riverside Records rrcd009 (2000)[۱۴]
- Jukka Tolonen 'Big Time' Feat Kitto در 'Hard Work Jam' و 'You مطمئناً می‌دانید چگونه مرا گول بزنید' VDFCD-8004 Gazell Records AB Sweden (1997) [5[۱۵]
- نمونه پاییزی قارچ – PRD91/11 Mushroom Australia (1991)
- کامیون گاو آماده باور CD 38720 Mushroom Australia (1987)
- Chantoosies «او دوباره بر تو پا می‌گذارد» قارچ استرالیا (۱۹۸۷)